# Ludwig Arnold (Maler)
Ludwig Arnold (* 1950 in Ulm/Donau) ist ein deutscher Maler.

## Leben
Nach Schulzeit, Abitur und Zivildienst in Ulm studierte Ludwig Arnold von 1973 bis 1979 an der Akademie der Bildenden Künste München bei  Rudi Tröger, ab 1978 als Meisterschüler.
Er ist Mitglied im Deutschen Künstlerbund, in der Münchener Secession und im Verein für Original-Radierung München und lebt in München.

## Bilder
„Ludwig Arnolds Bilder sind Orte der Farbe. Seine Malerei, die er in breitem Pinselduktus auf die Leinwand legt, wirkt gestisch, flüchtig und skizzenhaft. Die Textur des Pinselstriches bleibt ganz der Geste des Malens verpflichtet und bewegt sich im dramaturgischen Wechselspiel zwischen kalligraphischer Minimalität und expressiver Opulenz. Oft erst auf den zweiten Blick, dann, wenn sich das Auge in die Ordnung der Farbfelder eingesehen hat, gibt sich das Sujet zu erkennen.

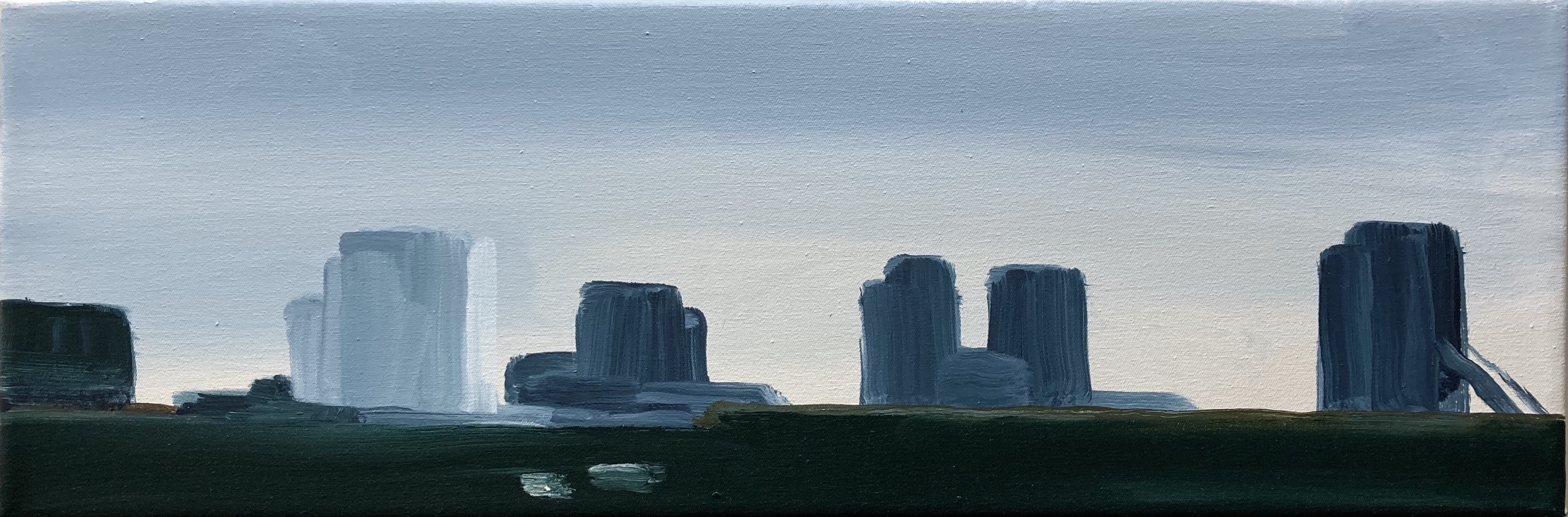
Ohne Titel 2010 20x60 cm

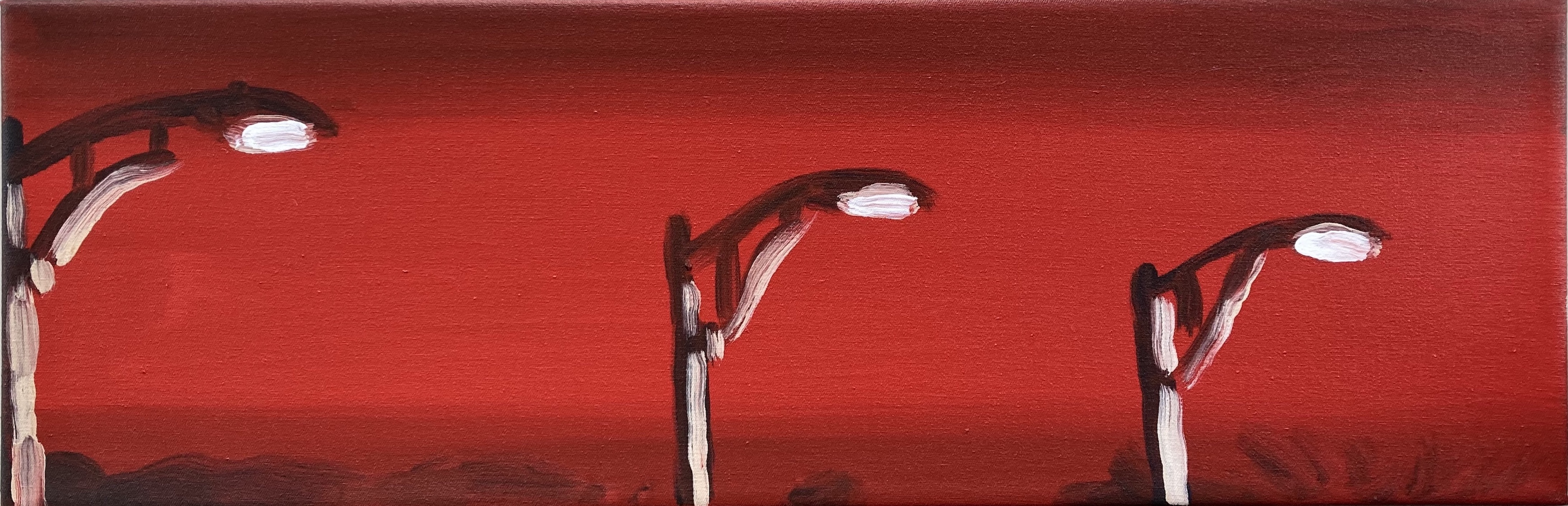
Ohne Titel 2012 20x60 cm

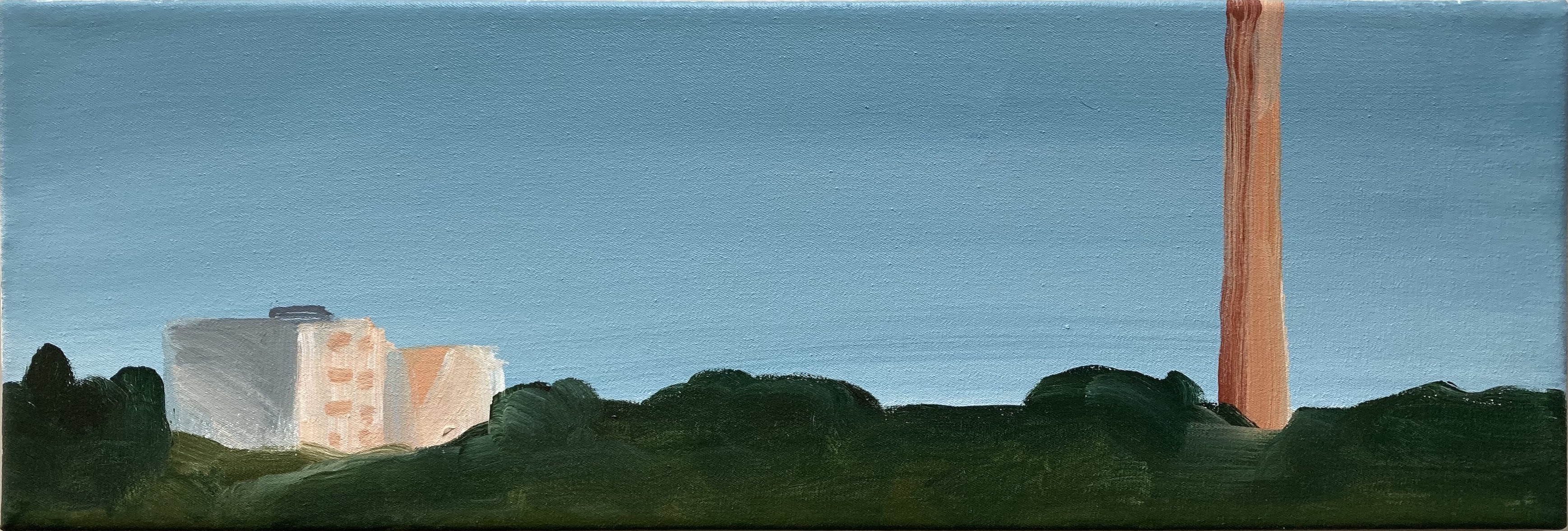
Ohne Titel 2011 20x60 cm

Ludwig Arnold malt Landschaften von idealer Gestimmtheit ebenso wie Versatzstücke aus unserer bebauten Umwelt und Phänomene unseres technischen Zeitalters. Man trifft in Ludwig Arnolds Formulierungen auf eine ganz individuelle Farbpoesie, die der Maler im Laufe der letzten Jahre kultiviert hat. Distanziert, scheinbar ohne jegliche emotionale Anteilnahme am Thema, bannt er seine Kompositionen auf die Leinwand. Immer fungiert die Farbe als Stimmungsträger, als Struktur und Textur. Sie ist es, die das Auge unmittelbar anspricht. Es ist eine Transformation des Sujets in Farbklänge, in ein Stimmungsbild, das seine visuelle Kraft aus dem Kolorit bezieht. Oftmals bar jeder Lokalfarbigkeit taucht Arnold seine Kompositionen in unwirklich scheinende Farbgefüge.“

## Stipendien
- 1978: Jubiläums-Stipendien-Stiftung der Landeshauptstadt München
- 1982: Stipendium Cité Internationale des Arts, Paris.[3]
- 1987/88: Barkenhoff-Stipendium Worpswede[4]
- 1988: USA-Stipendium des Freistaats Bayern für Chicago[5]
- 2016: Stipendium-Stadtmaler in Bremervörde

## Auszeichnungen
- 1981: Oberschwäbischer Kunstpreis (Förderpreis)[6]
- 1983: Förderpreis Bildende Kunst in Nürnberg[7]
- 1986: Mathias-Pschorr-Hackerbräu-Stiftung München
- 1999: Preisträger im Wettbewerb Art Automobile der AKB Bank Köln

## Werke in öffentlichen Sammlungen
- Bayerische Staatsgemäldesammlungen München[8]
- DASA Museum Dortmund
- Kunsthalle zu Kiel
- Museum Ulm
- Sprengel Museum Hannover[9]
- Staatliche Graphische Sammlung München
- Galerie der Stadt Esslingen
- Städtische Artothek München

## Ankäufe
- AUDI AG Ingolstadt
- Akademie der Bildenden Künste München
- Sammlung des ADAC München
- Sammlung Deutsche Bank
- Colosseum Art Collection Essen
- Sammlung Zeitgenössische Kunst in der BMW Group
- Deutsches Krebsforschungszentrum Heidelberg
- Kunstsammlung der Kreissparkasse Ravensburg
- Landratsamt Alb-Donau-Kreis
- Niederreuther-Stiftung Gauting
- Staatliches Hochbauamt München (Polizeidienstgebäude Neuperlach)
- Stadt Ulm

## Auftragsarbeiten
- 1983: Anton-Fingerle-Bildungszentrum München
- 2000: Premier Automotive Group London GB
- 2003: Knorr Bremse AG München